# جمشید ملک‌پور
جمشید ملک‌پور نویسنده و کارگردانِ ایرانی است.
لیسانس دانشگاه تهران، فوق لیسانس دانشگاه نیویورک، دکترا دانشگاه ملی استرالیا
استاد هنرهای دراماتیک، هنرهای زیبا، دانشگاه کرتین استرالیایی غربی، دانشگاه کانبرا، سات پاسفیک، گلف
معاون آموزشی پژوهشی دانشگاه گلف

## نوشته‌ها

### رمان
- هفت دهلیز
- بادِ نوبان
- روز اول ماه مهر هرگز نیامد

اپرای خاموشی صدا در تالار رودکی رمان برگزیده مهرگان ادب ۱۴۰۲
کاشف رویا

### پژوهش
- تطور اصول و مفاهیم در نمایش کلاسیک
- درام اسلامی
- ادبیات نمایشی در ایران (پنج جلد)
- گزیده‌ای از تاریخ نمایش در جهان

## فیلم‌ها
- باد سرخ، فیلمنامه، کارگردان
- یاران فیلمنامه، کارگردان
- دیدار فیلمنامه

## نمایش‌ها
- افسانه اندوهی دلخراش از تقدیری شوم
- مکبث
- ادیپوس شهریار
- پرومته
- آنتیگونه
- کالیگولا
- رقص مرگ
- پایان ظلمت
- ایستگاه
- رویای نیمه شب تابستان